# 長谷川正治
長谷川 正治（はせがわ まさはる、1913年（大正2年）1月27日 - 1993年（平成5年）2月23日）は、日本の政治家。室蘭市長（2期）。書家。号は遅牛。

## 経歴
北海道出身。小樽高等商業学校（現・小樽商科大学）卒。卒業後は室蘭の栗林商会に入る。その後、日鉄港運に転職する。
戦後は貿易会社や水産加工会社を創立し、社長に就任する。室蘭水産加工協同組合組合長、北海道水産加工協同組合監事などを務める。
1971年の市長選挙に革新系無所属で立候補し、現職の高薄豊次郎を90票差で破った。市長に当選後は市民との対話集会の開催や、室蘭市が基幹産業の造船不況に陥った中、小中学校の校舎の不燃化や、白鳥大橋の調査着手などを始めた。
1975年に再選。市長を1979年まで2期務め、室蘭市土地開発公社理事、全国革新懇話会世話人も務めた。
また「長谷川遅牛」名義で書家としても活動、市長在任中に右手が動かなくなった事に因み左手で書に取り組み「左手庵」の号を用い、社会派をテーマにした作品を書き続けた。北海道書道展審査会員、創玄書道会名誉会員。1993年死去。